# Paul Kagame
Paul Kagame (Gitarama, 23 oktober 1957) is een Rwandees politicus. Sinds 2000 is hij president van de republiek Rwanda.

## Carrière
Kagame is de zoon van een in 1959 uit Rwanda verdreven Tutsi. Sinds zijn jeugd woonde hij in Oeganda. Hij sloot zich aan bij de Oegandese generaal Yoweri Museveni, die zowel het regime van Idi Amin als dat van Milton Obote bestreed. Nadat Museveni president van Oeganda was geworden, stelde hij Kagame aan als hoofd van de inlichtingendienst.
In 1990 sloot hij zich aan bij het Front Patriotique Rwandais (FPR), dat in datzelfde jaar Rwanda binnenviel om de Hutu-regering af te zetten en een Tutsi-regering aan te stellen. Na het overlijden van de commandant van het FPR volgde Kagame deze op (oktober 1990).
Na de aanslag op het vliegtuig van de Rwandese president Juvénal Habyarimana in april 1994 en de Rwandese Genocide die daarop volgde tussen april en juli 1994, wist het FPR na een korte burgeroorlog met de Hutu-regering de macht naar zich toe te trekken. Pasteur Bizimungu (een gematigde Hutu) werd de president van Rwanda en Faustin Twagiramungu (gematigde Hutu, tijdens de genocide gered door de VN) eerste minister (in 1995 opgevolgd door Pierre-Célestin Rwigema, eveneens een Hutu) en Kagame minister van Defensie en vicepresident. Kagame was in werkelijkheid de 'sterke man' in de regering.
In maart 2000 zette Kagame Bizimungu af en volgde hem op als president van Rwanda. Hij werd daarmee het eerste Tutsi-staatshoofd van een onafhankelijk Rwanda.
Een Franse onderzoeksrechter verdenkt Kagame ervan opdracht te hebben gegeven tot het neerhalen van het vliegtuig met president Habyarimana. Die onderzoeksrechter vaardigde in oktober 2006 een arrestatiebevel uit tegen een aantal leiders uit de directe entourage van Kagame, die zelf onschendbaarheid geniet. Rwanda verbrak daarop de diplomatieke betrekkingen met Parijs, ook omdat Frankrijk volgens het FPR in een eerder conflict duidelijk de kant van de Hutu's gekozen had en de Hutu-milities openlijk militair advies gaf.
Kagame wordt enerzijds geprezen omdat het land onder hem succesvol zou zijn opgekrabbeld na de genocide. Anderzijds is er kritiek op onder andere het tegenwerken van de politieke oppositie en de sterk ingeperkte persvrijheid.

### Presidentsverkiezingen van 2017
In december 2015 stemde een meerderheid van de Rwandezen in een referendum tot grondwetsherziening om het presidentschap van Kagame te verlengen. Hierdoor kan Kagame 17 jaar langer president blijven. Europa en de Verenigde Staten reageerden terughoudend omdat zij vreesden dat de wijzigingen de democratie zouden kunnen aantasten. Kagame bevestigde begin 2016 zijn kandidatuur voor een derde ambtstermijn.

## Privéleven
Paul Kagame is gehuwd met Jeannette Nyiramongi en ze hebben vier kinderen.